# 21型フリゲート
21型フリゲート (英語: Type 21 frigate) は、イギリス海軍のフリゲートの艦級。ネームシップの艦名から、同海軍ではアマゾン級フリゲート (英: Amazon-class frigate) とも称される。
イギリス海軍での運用は1994年までに終了したが、フォークランド紛争を生き延びた全艦がパキスタン海軍に売却されて、タリク級駆逐艦 (英: Tariq-class destroyer) として運用されている。

## 来歴

### 19型フリゲート
本級の計画は19型フリゲートに由来する。これは、1960年代初頭にイギリス海軍が設置していた混成護衛隊作業部会（Escort Mix Working Party）の議論で提示されたものであった。同作業部会では、当初はシーダート艦対空ミサイル装備の駆逐艦、アイカラ対潜ミサイル装備のフリゲート（17型）、小型のコルベット（18型）による混成運用を検討していたものの、最終的に、1964年11月に取りまとめられた報告書においては、大型の嚮導駆逐艦である82型と、新型で強力な護衛艦、そして安価で量産可能なフリゲートである19型との混成運用を提言した。これは、82型やCVA-01級航空母艦などの計画中止が既に取りざたされていたことが影響したと見られている。
1965年2月、19型フリゲートの設計案は、作戦要求委員会において、NSR 7025として提示された。これは1,900トン級、オリンパス・ガスタービンエンジンとパクスマン-ヴェンチュラ製ディーゼルエンジンによって最大39ノットを発揮するとともに、5,000海里の航続距離を備える計画であった。装備は中口径砲と小型ヘリコプターが予定されていた。しかしまもなく、この当初計画は楽観的すぎたことが判明し、排水量は2,600トンに増大、建造費も上方修正されたことから、6月、国防省艦船総局（Director General Ships, DGS）では計画の再考を勧告した。その後、速力要求を28ノットに引き下げて、主機構成を見直した案の検討が着手された。

### FFWPの検討
しかし1966年、海軍の危惧は的中し、労働党政権はCVA-01級航空母艦の計画中止を決定した。これにより、将来的にイギリス海軍から正規空母が消滅することが確実になったことから、従来の艦隊整備計画は全て棚上げされ、第一海軍卿は将来艦隊計画作業部会（FFWP）を設置し、兵力整備コンセプトの抜本的な見直しに着手した。同作業部会での検討は多岐に渡ったが、水上戦闘艦に関しては、大型の嚮導駆逐艦（82型）のかわりに小型のミサイル駆逐艦（のちの42型）の建造が勧告されるとともに、艦隊の基幹兵力として汎用フリゲートの建造が提言された。
一方、ヴォスパー社は積極的に輸出用の軍艦を設計し、市場に発表していた。そのなかで、ヴォスパーMk.5およびMk.7は、FFWPの要求に比較的近く、有望と考えられた。また当時、英国病を背景として、イギリス政府は軍艦の輸出を切望しており、海軍が同社の設計を採用すれば、これに続く国が現れることも期待された。このことから、DGS独自の設計が完成するまでの暫定策として、同社の設計をもとに英海軍の要求を加味した発展型の建造が決定された。これによって建造されたのが本級である。建造に関する協議は1967年7月6日より着手された。

### 英豪共同開発の試み
当時、オーストラリア海軍では汎用フリゲートの計画が進められており、FFWPの構想するフリゲートと要求事項が近かったことから、共同開発が志向されるようになった。1967年より幕僚級協議が進められ、10月には英海軍の調査団が渡豪した。
しかしながら、船体規模こそ近かったものの、両国の要求事項は多くの点で異なっていた。イギリス海軍は取得性を重視して、最大速力は32ノット、航続距離は4,000海里（18ノット巡航時）としていたのに対し、オーストラリア海軍は、インドネシアの小型艇との交戦を考慮して、最大速力35ノット以上、航続距離5,500海里（14ノット巡航時）を要求した。また装備品も、イギリス海軍はすべて国産化する予定であったのに対し、オーストラリア海軍はむしろアメリカ製品を好んだ。これらの相違が顕在化したことにより、1968年11月8日、オーストラリアは計画より脱退した。このころまでに、計画は「21型フリゲート」と称されるようになっており、1969年3月、ヴォスパー社は1番艦の設計・建造契約を受注した。
1969年3月26日に1番艦が発注されて、建造が開始された。1970年5月11日には2隻、1971年11月11日に更に5隻が追加された。なお、建造はヤーロウ・シップビルダーズ社でも分担されていたが、技術情報の共有不足のために、ヤーロウ社担当分の建造は遅延した。

## 設計
船型は中央船楼型とされた。従来の艦が全鋼製であったのに対し、本級では、重心降下策の一環として、上部構造物はアルミニウム合金製とされた。この決定は、後々まで抗堪性の低下を招いたとの批判に晒されることとなり、実際、1977年の「アマゾン」の火災事故では被害増大につながったと指摘されているが、実際にはフォークランド紛争での喪失艦にはあまり影響がなかった。ただし、アルミ製上構の採用にもかかわらずトップヘビーとの指摘があり、後に固定バラストが装備され、排水量は350トン増加した。またフォークランド紛争中に船体に亀裂を生じたことから、1983年9月より、船体中央部を補強する工事が行われ、排水量は更に100トン増大した。
士官居住区は好評だったが、科員居住区の居住性はそれほど良くなかった。これは輸出の実績を踏まえた決定であった。また要求事項に反して、本級の将来発展余地は乏しかった。
本級は、西側諸国ではじめて推進機関をガスタービンエンジンのみとした戦闘艦として知られている。これは、1966年に採択された機関系統化計画（Systematic Machinery Programme, SYMES）にもとづくもので、巡航機としてロールス・ロイス タインRM1A（単機出力4,100馬力）、高速機としてオリンパスTM3B（単機出力27,300馬力）という2機種のガスタービンエンジンを用いたCOGOG方式となっている。これはSYMESに基づき、わずかな変更のみで、22型フリゲートや42型駆逐艦においても踏襲された。
なお電源としては、450ボルト・60ヘルツの三相交流発電機（出力750キロワット）4基が搭載された。

## 装備

### C4ISR
本級では、CAAIS（Computer Assisted Action Information System）DBA (2)戦術情報処理装置が装備化された。これはJYA(7)戦術状況表示装置およびTIU-5/GDS-5砲目標指示装置を代替する機能を備えており、当初はエリオット920Cコンピュータを用いる予定であったが、後にフェランティ社のFM1600Bに変更された。レーダーからの目標移管は手動入力式であったが、リンク10による戦術データ・リンク機能を備えていた。ただし武器管制機能は統合されていなかったため、フェランティ社のWSA-4武器管制装置が別途搭載されて連接された。
対空・対水上捜索用には992型レーダー（当初はQ型、後にR型）を搭載した。またシーウルフ個艦防空ミサイルを後日装備した場合は、967/968型への換装も検討されていた。ソナーは184M型で、後に184P型にアップデートされた。また海底捜索用の162M型も併載されていた。当時、より大型で探知距離が長い2016型も開発されていたが、これに換装する余地は確保されていなかった。また曳航ソナーの搭載余地もなかった。
電子戦支援用としては、当初はFH5短波方向探知機のみを搭載していたが、後に全艦が、予定通りにUAA-1電波探知装置を搭載した。これは1960年代の演習で得られた知見を反映し、レーダーに代わる中核的な防空センサーとして開発されていた「アベイ・ヒル」の実用機であり、自動化を進めて瞬時周波数計測（IFM）機能などを実装していた。

### 武器システム
個艦防空ミサイルとしては、シーキャットGWS.24が搭載された。これは、射撃指揮レーダーとして、イタリア製のRTN-10Xのイギリス版である912型レーダーを採用しており、射撃指揮機能はWSA-4武器管制装置と統合されていた。これらはMk.8 4.5インチ単装砲の射撃指揮にも用いられた。なお本来は、新開発のシーウルフGWS.25の後日装備が予定されていたが、余地が乏しいことが判明し、断念された。
対艦兵器としては、当初は艦砲のみが用いられていた。CVA-01計画中止直後は、空母艦上機による対水上打撃力が期待できなくなったことからフリゲートへの艦対艦ミサイル搭載でこれを補うことが計画されたものの、中距離魚雷投射ヘリコプターが対舟艇ミサイルの運用に対応していることから、最低限の対水上火力は確保されていると見做されて、1969年に計画が変更されて、潜水艦発射対艦ミサイル（USM）のほうが優先されることになったためである。しかしUSM計画の遅延を受けて、結局、エグゾセMM38（GWS.50）艦対艦ミサイルが後日装備により搭載された。計算上は2発を搭載する余裕しかなかったが、実際には4発が搭載された。これらは艦首甲板上に配置された。また、「アマゾン」「アンテロープ」では搭載されなかった。
対潜兵器は中距離魚雷投射ヘリコプター（MATCH）に重きをおいている。当初は攻撃専用のウェストランド ワスプが構想されていたが、のちに哨戒機としても運用可能なリンクスHAS.2/3に変更された。ただし、飛行中のヘリコプターに対する給油には対応していなかった。またこのほか、STWS Mk.1 3連装短魚雷発射管が後日装備されたが、1989年までに撤去された。

### パキスタン売却後
パキスタン海軍への売却後、全艦がアメリカ製のファランクス 20mmCIWS 1基を後部上構上に搭載して近接防空能力を向上、艦砲用の予備の方位盤として電子光学式のナジールMk.2を搭載、電波探知装置を更新したほか、D-184および186以外では、短魚雷発射管もスウェーデン製のTp.43に適応した物に変更されている。
またミサイル兵装も変更されており、シーキャット艦対空ミサイルとエグゾセ艦対艦ミサイルは全艦から撤去された。これにかわって搭載された兵装によって、タリク級は防空型と対水上型の2つの系統に分けられる。
防空型（D-181, 183, 185）
艦橋の直前に中国製のLY-60N艦対空ミサイルの6連装発射機を装備している。これに伴って、射撃指揮用の912型レーダーのうち一方を中国製のLL-1に変更したほか、対空・対水上捜索用のレーダーも、より遠距離探知が可能なDA-08に変更した。
対水上型（D-182, 184, 186）
艦橋の直前にアメリカ製のハープーン艦対艦ミサイルの4連装発射筒を2基、装備している。レーダーは変更はない。
また少なくとも3隻（D-181・3・5）では戦術情報処理装置をサーブ 9LV Mk.3に換装しているが、「シャー・ジャハーン」ではCAAISのままとされている。この他に、フランス製のATAS曳航ソナーの追加装備についても契約が締結されているが、こちらは実施されていない。

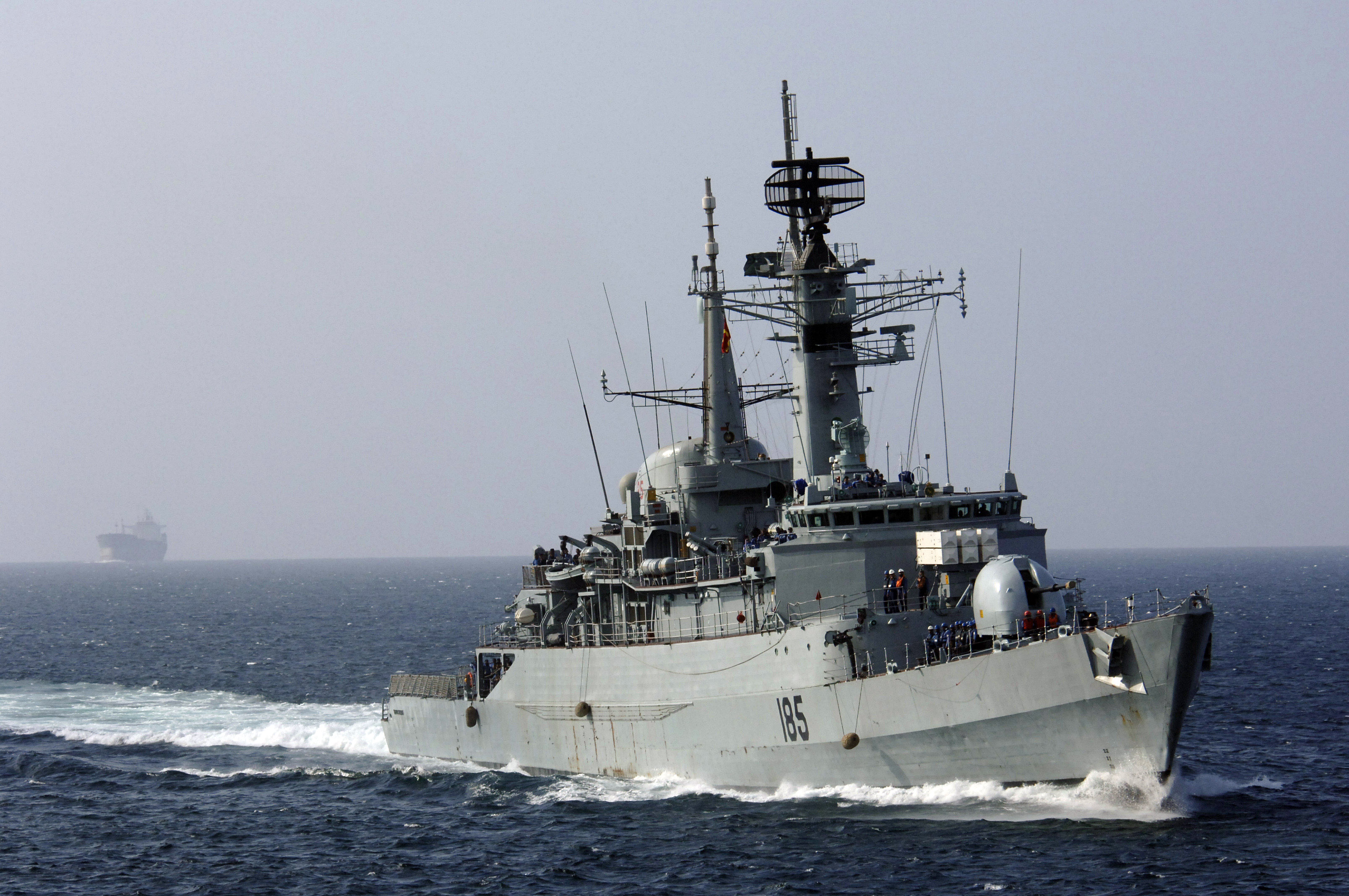
防空型の「ティップ・スルタン」。 前檣頂部のレーダーは、DA-08に換装されている。
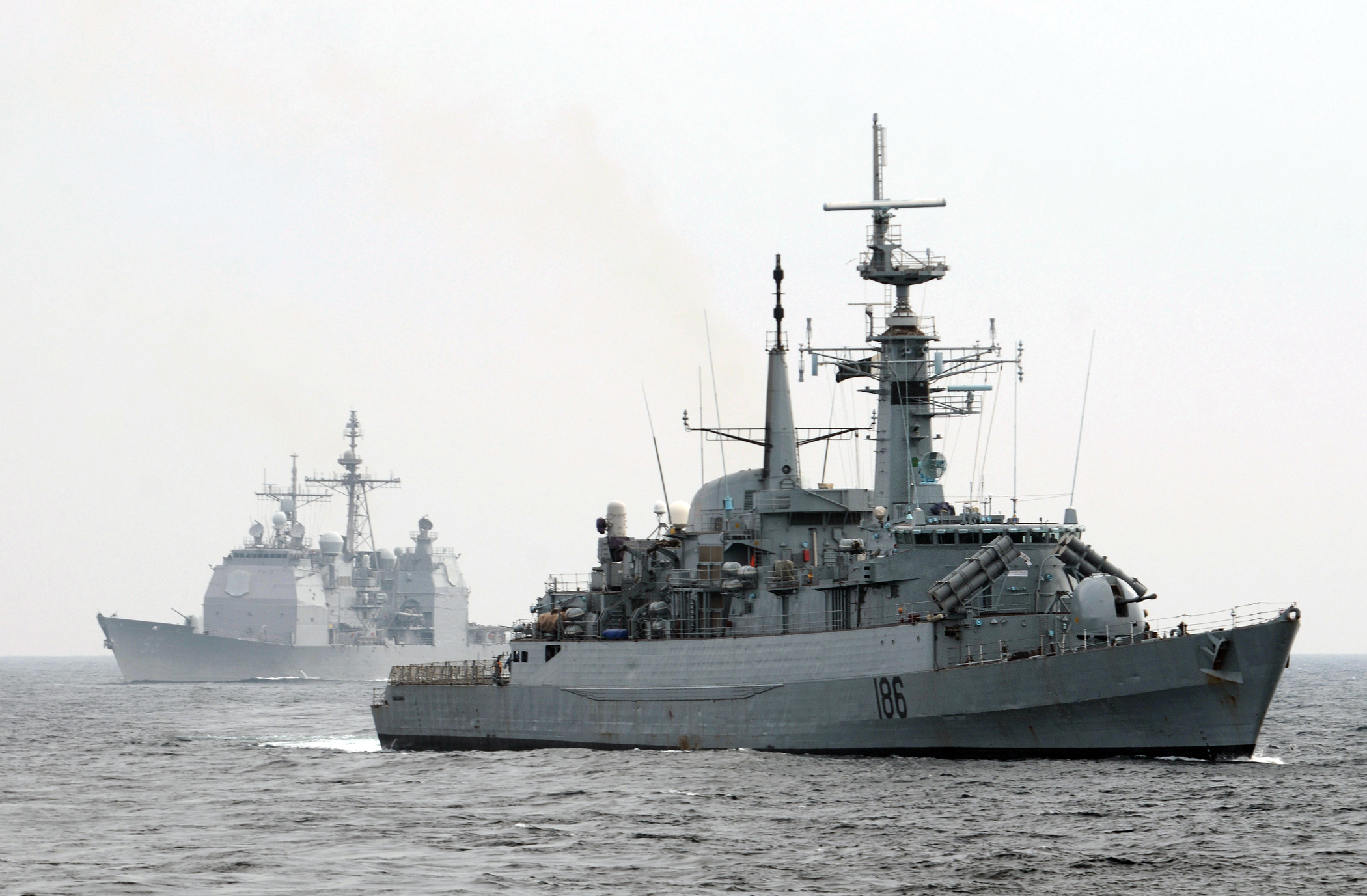
対水上型の「シャー・ジャハーン」。 前檣頂部のレーダーは、英海軍時代の992R型のまま。

## 諸元表
|                   | アマゾン級フリゲート                       | タリク級駆逐艦                                                                      |
| ----------------- | ------------------------------------------ | ----------------------------------------------------------------------------------- |
| 建造期間          | 1969年 - 1975年                            | 1969年 - 1975年                                                                     |
| 就役期間          | 1974年 - 1994年                            | 1993年 - 現在                                                                       |
| 隻数              | 8隻                                        | 6隻                                                                                 |
| 基準排水量        | 3,100トン                                  | 3,100トン                                                                           |
| 満載排水量        | 3,600トン                                  | 3,759トン                                                                           |
| 全長              | 117.04 m                                   | 117.04 m                                                                            |
| 全幅              | 12.6 m                                     | 12.6 m                                                                              |
| 吃水              | 5.9 m                                      | 5.9 m                                                                               |
| 機関              | COGOG方式, 2軸推進                         | COGOG方式, 2軸推進                                                                  |
| 機関              | タインRM1A→RM1C×2基（計8,200→9,700馬力）   |                                                                                     |
| 機関              | オリンパスTM3B×2基（計50,000馬力）         |                                                                                     |
| 速力              | 最大: 30ノット                             | 最大: 30ノット                                                                      |
| 乗員              | 177名（士官13名、曹士164名）               | 213名（士官13名、曹士200名）                                                        |
| 兵装              | Mk.8 4.5インチ単装砲×1基                   | Mk.8 4.5インチ単装砲×1基                                                            |
| 兵装              | 85口径20mm機銃×2基                         | ファランクス 20mm CIWS×1基                                                          |
| 兵装              | シーキャットGWS-24短SAM 4連装発射機×1基    | LY-60 短SAM 6連装発射機×1基 (防空型)                                                |
| 兵装              | エグゾセMM38SSM 単装発射筒×4基             | ハープーンSSM 4連装発射筒×2基 (対水上型)                                            |
| 兵装              | STWS-1 3連装短魚雷発射管×2基               | STWS-1 3連装短魚雷発射管×2基 (D-184,186) 400mm短魚雷発射管×2基 (Tp.43用; D-182,183) |
| 艦載機            | リンクス哨戒ヘリコプター×1機               | アルエットIII哨戒ヘリコプター×1機                                                   |
| C4I               | CAAIS DBA-2戦術情報処理装置 (リンク10対応) | サーブ 9LV Mk.3 (D-186を除く; リンクY対応)                                          |
| C4I               | WSA-4武器管制装置                          | サーブ 9LV Mk.3 (D-186を除く; リンクY対応)                                          |
| レーダー          | 992Q→R型 対空・対水上捜索用                | 992R型 対空・対水上捜索用 (対水上型) DA-08 対空・対水上捜索用 (防空型)              |
| レーダー          | 978型航法用                                | 1006型航法用                                                                        |
| レーダー          | 912型 射撃指揮用×2基                       | 912型 射撃指揮用×1基                                                                |
| ソナー            | 184M→P型                                   | 184M→P型                                                                            |
| ソナー            | 162M型                                     |                                                                                     |
| 電子戦・ 対抗手段 | UAA-1 電波探知装置                         | DR-3000S1X 電波探知装置                                                             |
| 電子戦・ 対抗手段 | コーバス 8連装デコイ発射機×2基             | MASSまたはMk.137 デコイ発射機                                                       |
| 電子戦・ 対抗手段 | 182型 対魚雷デコイ装置                     |                                                                                     |

## 同型艦
| イギリス海軍 | イギリス海軍                 | イギリス海軍    | イギリス海軍    | イギリス海軍    | イギリス海軍                                    | パキスタン海軍                                  | パキスタン海軍                                  | パキスタン海軍                                  | パキスタン海軍                                  | パキスタン海軍                                  |
| #            | 艦名                         | 起工            | 進水            | 就役            | 退役                                            | #                                               | 艦名                                            | 再就役                                          | 兵装                                            | 退役                                            |
| ------------ | ---------------------------- | --------------- | --------------- | --------------- | ----------------------------------------------- | ----------------------------------------------- | ----------------------------------------------- | ----------------------------------------------- | ----------------------------------------------- | ----------------------------------------------- |
| F169         | アマゾン HMS Amazon          | 1969年 11月6日  | 1971年 4月26日  | 1974年 5月11日  | 1993年 9月30日                                  | D182                                            | バブール PNS Babur                              | 1993年 9月                                      | 対水上                                          | 2014年                                          |
| F170         | アンテロープ HMS Antelope    | 1971年 3月23日  | 1972年 3月16日  | 1975年 7月16日  | 1982年5月24日、フォークランド紛争において戦没。 | 1982年5月24日、フォークランド紛争において戦没。 | 1982年5月24日、フォークランド紛争において戦没。 | 1982年5月24日、フォークランド紛争において戦没。 | 1982年5月24日、フォークランド紛争において戦没。 | 1982年5月24日、フォークランド紛争において戦没。 |
| F172         | アンバスケイド HMS Ambuscade | 1971年 9月1日   | 1973年 1月18日  | 1975年 9月5日   | 1993年 7月28日                                  | D181                                            | タリク PNS Tariq                                | 1993年 7月                                      | 防空                                            | 就役中                                          |
| F173         | アロー HMS Arrow             | 1972年 9月28日  | 1974年 2月5日   | 1976年 7月29日  | 1994年 5月1日                                   | D183                                            | カイバル PNS Kaibar                             | 1994年 5月                                      | 防空                                            | 就役中                                          |
| F171         | アクティブ HMS Active        | 1971年 7月21日  | 1972年 11月23日 | 1977年 6月17日  | 1994年 9月23日                                  | D186                                            | シャー・ジャハーン PNS Shah Jahan               | 1994年 9月                                      | 対水上                                          | 就役中                                          |
| F174         | アラクリティ HMS Alacrity    | 1973年 3月5日   | 1974年 9月18日  | 1977年 7月2日   | 1994年 5月1日                                   | D184                                            | バドル PNS Badr                                 | 1994年 5月                                      | 対水上                                          | 2013年                                          |
| F184         | アーデント HMS Ardent        | 1974年 2月26日  | 1975年 5月9日   | 1977年 10月14日 | 1982年5月22日、フォークランド紛争において戦没。 | 1982年5月22日、フォークランド紛争において戦没。 | 1982年5月22日、フォークランド紛争において戦没。 | 1982年5月22日、フォークランド紛争において戦没。 | 1982年5月22日、フォークランド紛争において戦没。 | 1982年5月22日、フォークランド紛争において戦没。 |
| F185         | アヴェンジャー HMS Avenger   | 1974年 10月30日 | 1975年 11月20日 | 1978年 4月15日  | 1994年 9月23日                                  | D185                                            | ティップ・スルタン PNS Tippu Sultan             | 1994年 9月                                      | 防空                                            | 就役中                                          |